# 32608 Hallas
32608 Hallas è un asteroide della fascia principale. Scoperto nel 2001, presenta un'orbita caratterizzata da un semiasse maggiore pari a 2,2867470 UA e da un'eccentricità di 0,1124554, inclinata di 5,07245° rispetto all'eclittica.